# 天童市立天童南部小学校
天童市立天童南部小学校（てんどうしりつ てんどうなんぶしょうがっこう）は、山形県天童市田鶴町にある公立小学校。

## 概要
天童市の中心部よりやや南に、学区内は舞鶴山がそびえる。天童市の小学校の中では在籍児童数が2番目に多い。

## 沿革
- 1976年（昭和51年）
  - 4月1日 - 天童市立天童中部小学校より分離・開校。
  - 11月7日 - 校舎竣工
- 1977年（昭和52年） - プール完成
- 1993年（平成5年） - 新体育館完成
- 2002年（平成14年） - 増築校舎完成

## 学区
- 北目、1日町、仲町、五日町、南小畑、南町、田鶴町、駅西、三日町、小路

## 児童数
| 年度 | 男子 | 女子 | 計  |
| ---- | ---- | ---- | --- |
| 2010 | 332  | 327  | 659 |
| 2009 | 325  | 337  | 662 |
| 2008 | 353  | 350  | 703 |
| 2007 | 370  | 358  | 728 |
| 2006 | 379  | 349  | 728 |
| 2005 | 385  | 348  | 733 |
| 2004 | 384  | 342  | 726 |
| 2003 | 399  | 351  | 750 |
| 2002 | 369  | 321  | 690 |

## 進路
卒業者は主に第一中学校へ進学する。